# Adghess (plat)
L’adghess, ou adhress, est un plat traditionnel algérien,. Il s'agit d'une omelette à base de colostrum de vache ou de chèvre, d'œufs et d'huile d'olive.

## Origine et étymologie

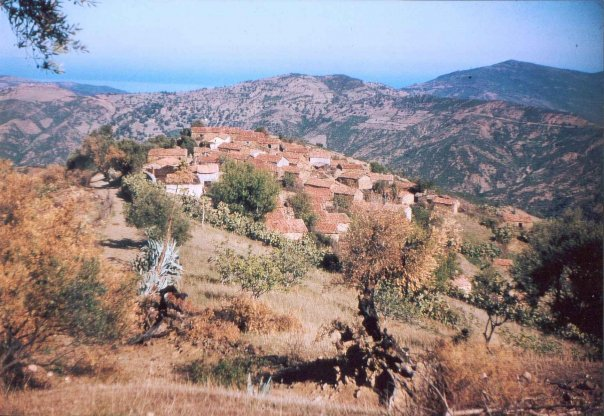
Le village d'Adghess.

Ce plat est originaire de Kabylie, quant à son nom, il le tient du village d'Adghess.

## Préparation
L’adghess est consommé lorsqu'une chèvre ou une vache met bas, plus précisément après 3 à 7 jours.